# Список Национальных героев Азербайджана
Национальный герой Азербайджана — высшая степень отличия, которую в Азербайджане удостаивают за личное мужество и отвагу, проявленные при защите суверенитета и территориальной целостности Азербайджанской Республики, обеспечение безопасности мирного населения.
В настоящем списке в прямом хронологическом порядке представлены 222 человека (без учёта 2 человек, лишённых звания), которым Указами и Распоряжениями Президента Азербайджана было присвоено звание «Национальный герой Азербайджана» по состоянию на 29 декабря 2024 года. Из них 22 человека награждены при жизни и 200 — посмертно.
Списки содержат информацию о дате Указа или Распоряжения о присвоении звания, об основании присуждения звания, сформулированном в указе или распоряжении, о роде деятельности, должности и звании награждаемого (на момент награждения), о годах жизни.

## Статистика
Статистика приведена по состоянию на 29 декабря 2024 года (всего награждены 222 человека).
По годам
По Президентам Азербайджана
| Президент         | Срок полномочий                | Количество награждённых |
| ----------------- | ------------------------------ | ----------------------- |
| Иса Гамбаров      | 18 мая 1992 — 17 июня 1992     | 32                      |
| Абульфаз Эльчибей | 17 июня 1992 — 24 июня 1993    | 90                      |
| Гейдар Алиев      | 24 июня 1993 — 31 октября 2003 | 87                      |
| Ильхам Алиев      | с 31 октября 2003              | 13                      |

По полу
| Мужчины | 219 |
| Женщины | 3   |

Посмертных награждений
| При жизни | 22  |
| Посмертно | 200 |

Живущие Национальные герои Азербайджана
| Живы   | 15  |
| Умерли | 207 |

## 1992 год
Общее число награждённых: 106
| № п/п | Фото | Фамилия, имя, отчество            | Дата указа | Основание присвоения | Род деятельности, должность, звание | Даты жизни                  |
| ----- | ---- | --------------------------------- | ---------- | --- | --- | --------------------------- |
| 1     |      | Сеидов Магеррам Миразиз оглы      | 6.6.1992   | За личное мужество и отвагу, проявленные во время защиты суверенитета и территориальной целостности Азербайджанской Республики и обеспечения безопасности мирного населения      | Главный инспектор отдела безопасности при УВД Шарурского района Нахичеванской АССР, капитан милиции                                    | 07.09.1952—19.01.1990       |
| 2     |      | Алиев Ильхам Музаффар оглы        | 6.6.1992   | За личное мужество и отвагу, проявленные во время защиты суверенитета и территориальной целостности Азербайджанской Республики и обеспечения безопасности мирного населения      | Оперуполномоченный отдела уголовного розыска управления милиции Низаминского района города Кировабад, лейтенант милиции                | 05.05.1961—19.08.1990       |
| 3     |      | Ковалёв Юрий Петрович             | 6.6.1992   | За личное мужество и отвагу, проявленные во время защиты суверенитета и территориальной целостности Азербайджанской Республики и обеспечения безопасности мирного населения      | Сотрудник ОМОН МВД Азербайджанской ССР, старшина милиции                                                                               | 29.05.1965—03.10.1991       |
| 4     |      | Джебраилов Микаил Ахмедия оглы    | 6.6.1992   | За личное мужество и отвагу, проявленные во время защиты суверенитета и территориальной целостности Азербайджанской Республики и обеспечения безопасности мирного населения      | Участковый инспектор Шекинского городского отдела внутренних дел, старший лейтенант милиции                                            | 27.04.1952—15.12.1990       |
| 5     |      | Гаджиев Алиф Латиф оглы           | 6.6.1992   | За личное мужество и отвагу, проявленные во время защиты суверенитета и территориальной целостности Азербайджанской Республики и обеспечения безопасности мирного населения      | Начальник отдела внутренних дел Ходжалинского аэропорта, майор милиции                                                                 | 24.06.1953—26.02.1992       |
| 6     |      | Мамедов Сафаралы Гурбан оглы      | 6.6.1992   | За личное мужество и отвагу, проявленные во время защиты суверенитета и территориальной целостности Азербайджанской Республики и обеспечения безопасности мирного населения      | Командир взвода Агдамского районного отделения внутренних дел, лейтенант милиции                                                       | 16.10.1963—16.02.1992       |
| 7     |      | Алиев Юсиф Алиюсиф оглы           | 6.6.1992   | За личное мужество и отвагу, проявленные во время защиты суверенитета и территориальной целостности Азербайджанской Республики и обеспечения безопасности мирного населения      | Сотрудник 3-й роты полка пост-патрульной службы Управления внутренних дел города Баку, рядовой                                         | 02.12.1969—14.09.1991       |
| 8     |      | Гусейнов Вугар Тофик оглы         | 6.6.1992   | За личное мужество и отвагу, проявленные во время защиты суверенитета и территориальной целостности Азербайджанской Республики и обеспечения безопасности мирного населения      | Сотрудник ОМОН МВД Азербайджанской ССР, старший сержант милиции                                                                        | 20.06.1969—20.07.1991       |
| 9     |      | Гулиев Нофел Захид оглы           | 6.6.1992   | За личное мужество и отвагу, проявленные во время защиты суверенитета и территориальной целостности Азербайджанской Республики и обеспечения безопасности мирного населения      | Сотрудник ОМОН МВД Азербайджанской ССР, старшина милиции                                                                               | 04.10.1963—13.12.1991       |
| 10    |      | Аббасов Мехти Юсиф оглы           | 6.6.1992   | За личное мужество и отвагу, проявленные во время защиты суверенитета и территориальной целостности Азербайджанской Республики и обеспечения безопасности мирного населения      | Командир роты ОМОН МВД Азербайджана, старший лейтенант милиции                                                                         | 01.02.1960—13.02.1992       |
| 11    |      | Муслимов Валех Ализаид оглы       | 6.6.1992   | За личное мужество и отвагу, проявленные во время защиты суверенитета и территориальной целостности Азербайджанской Республики и обеспечения безопасности мирного населения      | Сотрудник ОМОН МВД Азербайджанской ССР, сержант милиции                                                                                | 02.09.1968—14.04.1992       |
| 12    |      | Агарунов Альберт Агарунович       | 7.6.1992   | За личное мужество и отвагу, проявленные во время защиты суверенитета и территориальной целостности Азербайджанской Республики и обеспечения безопасности мирного населения      | Военнослужащий Министерства обороны Азербайджанской Республики, командир танка                                                         | 25.04.1969—08.05.1992       |
| 13    |      | Бехбудов Сафияр Абузар оглы       | 7.6.1992   | За личное мужество и отвагу, проявленные во время защиты суверенитета и территориальной целостности Азербайджанской Республики и обеспечения безопасности мирного населения      | Военнослужащий Министерства обороны Азербайджанской Республики, командир взвода, младший лейтенант                                     | 18.06.1967—21.03.1992       |
| 14    |      | Гамбаров Рамиз Булуд оглы         | 7.6.1992   | За личное мужество и отвагу, проявленные во время защиты суверенитета и территориальной целостности Азербайджанской Республики и обеспечения безопасности мирного населения      | Военнослужащий Министерства обороны Азербайджанской Республики, рядовой                                                                | 02.07.1962—30.04.1992       |
| 15    |      | Кулиев Агиль Сахиб оглы           | 7.6.1992   | За личное мужество и отвагу, проявленные во время защиты суверенитета и территориальной целостности Азербайджанской Республики и обеспечения безопасности мирного населения      | Военнослужащий Министерства обороны Азербайджанской Республики, лейтенант                                                              | 19.09.1963—25.02.1992       |
| 16    |      | Алиев Юнис Аскар оглы             | 7.6.1992   | За личное мужество и отвагу, проявленные во время защиты суверенитета и территориальной целостности Азербайджанской Республики и обеспечения безопасности мирного населения      | Военнослужащий Министерства обороны Азербайджанской Республики, рядовой                                                                | 09.10.1958—05.05.1992       |
| 17    |      | Ахмедов Риад Фикрет оглы          | 7.6.1992   | За личное мужество и отвагу, проявленные во время защиты суверенитета и территориальной целостности Азербайджанской Республики и обеспечения безопасности мирного населения      | Военнослужащий Министерства обороны Азербайджанской Республики, подполковник                                                           | 20.12.1956—26.01.1992       |
| 18    |      | Юсифов Наиг Насир оглы            | 7.6.1992   | За личное мужество и отвагу, проявленные во время защиты суверенитета и территориальной целостности Азербайджанской Республики и обеспечения безопасности мирного населения      | Военнослужащий Министерства обороны Азербайджанской Республики, рядовой                                                                | 05.01.1970—24.03.1992       |
| 19    |      | Карлов Евгений Николаевич         | 7.6.1992   | За личное мужество и отвагу, проявленные во время защиты суверенитета и территориальной целостности Азербайджанской Республики и обеспечения безопасности мирного населения      | Военнослужащий Министерства обороны Азербайджанской Республики, капитан                                                                | 31.05.1960—11.04.1992       |
| 20    |      | Керимов Эльгиз Керим оглы         | 7.6.1992   | За личное мужество и отвагу, проявленные во время защиты суверенитета и территориальной целостности Азербайджанской Республики и обеспечения безопасности мирного населения      | Военнослужащий Министерства обороны Азербайджанской Республики, рядовой                                                                | 05.01.1971—12.03.1992       |
| 21    |      | Мусаев Фахраддин Муса оглы        | 7.6.1992   | За личное мужество и отвагу, проявленные во время защиты суверенитета и территориальной целостности Азербайджанской Республики и обеспечения безопасности мирного населения      | Военнослужащий Министерства обороны Азербайджанской Республики, старший лейтенант                                                      | 30.07.1957—11.04.1992       |
| 22    |      | Насибов Марифат Ахмед оглы        | 7.6.1992   | За личное мужество и отвагу, проявленные во время защиты суверенитета и территориальной целостности Азербайджанской Республики и обеспечения безопасности мирного населения      | Военнослужащий Министерства обороны Азербайджанской Республики, рядовой                                                                | 22.05.1972—28.01.1992       |
| 23    |      | Оджагвердиев Сархан Сурхай оглы   | 7.6.1992   | За личное мужество и отвагу, проявленные во время защиты суверенитета и территориальной целостности Азербайджанской Республики и обеспечения безопасности мирного населения      | Военнослужащий Министерства обороны Азербайджанской Республики, рядовой                                                                | 16.07.1967—05.05.1992       |
| 24    |      | Рзаев Джанполад Якуб оглы         | 7.6.1992   | За личное мужество и отвагу, проявленные во время защиты суверенитета и территориальной целостности Азербайджанской Республики и обеспечения безопасности мирного населения      | Военнослужащий Министерства обороны Азербайджанской Республики, командир танка, лейтенант                                              | 26.02.1968—26.02.1992       |
| 25    |      | Саядов Мехман Газанфар оглы       | 7.6.1992   | За личное мужество и отвагу, проявленные во время защиты суверенитета и территориальной целостности Азербайджанской Республики и обеспечения безопасности мирного населения      | Военнослужащий Министерства обороны Азербайджанской Республики, рядовой                                                                | 21.11.1972—09.05.1992       |
| 26    |      | Самедов Парвиз Абдулахад оглы     | 7.6.1992   | За личное мужество и отвагу, проявленные во время защиты суверенитета и территориальной целостности Азербайджанской Республики и обеспечения безопасности мирного населения      | Военнослужащий Министерства обороны Азербайджанской Республики, рядовой                                                                | 05.05.1970—15.05.1992       |
| 27    |      | Сафаров Джалил Азиз оглы          | 7.6.1992   | За личное мужество и отвагу, проявленные во время защиты суверенитета и территориальной целостности Азербайджанской Республики и обеспечения безопасности мирного населения      | Военнослужащий Министерства обороны Азербайджанской Республики, капитан                                                                | 28.01.1962—15.05.1992       |
| 28    |      | Гаджиев Фикрет Али оглы           | 7.6.1992   | За личное мужество и отвагу, проявленные во время защиты суверенитета и территориальной целостности Азербайджанской Республики и обеспечения безопасности мирного населения      | Военнослужащий Министерства обороны Азербайджанской Республики, рядовой                                                                | 19.05.1964—05.05.1992       |
| 29    |      | Гумбатов Фархад Гамбар оглы       | 7.6.1992   | За личное мужество и отвагу, проявленные во время защиты суверенитета и территориальной целостности Азербайджанской Республики и обеспечения безопасности мирного населения      | Военнослужащий Министерства обороны Азербайджанской Республики, рядовой                                                                | 10.09.1968—29.03.1992       |
| 30    |      | Гусейнов Тофик Мирсияб оглы       | 7.6.1992   | За личное мужество и отвагу, проявленные во время защиты суверенитета и территориальной целостности Азербайджанской Республики и обеспечения безопасности мирного населения      | Военнослужащий Министерства обороны Азербайджанской Республики, старший лейтенант                                                      | 19.04.1954—26.02.1992       |
| 31    |      | Гусейнов Шахлар Иса оглы          | 7.6.1992   | За личное мужество и отвагу, проявленные во время защиты суверенитета и территориальной целостности Азербайджанской Республики и обеспечения безопасности мирного населения      | Военнослужащий Министерства обороны Азербайджанской Республики, рядовой                                                                | 26.11.1968—10.04.1992       |
| 32    |      | Шамоев Фируддин Иса оглы          | 7.6.1992   | За личное мужество и отвагу, проявленные во время защиты суверенитета и территориальной целостности Азербайджанской Республики и обеспечения безопасности мирного населения      | Военнослужащий Министерства обороны Азербайджанской Республики, рядовой                                                                | 07.02.1962—13.04.1992       |
| 33    |      | Абдуллаев Машаллах Бабакиши оглы  | 23.6.1992  | За личное мужество и отвагу, проявленные во время защиты суверенитета и территориальной целостности Азербайджанской Республики и обеспечения безопасности мирного населения      | Военнослужащий Вооружённых сил Азербайджанской Республики, лейтенант                                                                   | 27.05.1950—26.10.2022       |
| 34    |      | Керимов Кязимага Мовсум оглы      | 23.6.1992  | За личное мужество и отвагу, проявленные во время защиты суверенитета и территориальной целостности Азербайджанской Республики и обеспечения безопасности мирного населения      | Военнослужащий Вооружённых сил Азербайджанской Республики, старший лейтенант                                                           | 01.09.1951—15.06.1992       |
| 35    |      | Тагиев Шахин Талыб оглы           | 23.6.1992  | За личное мужество и отвагу, проявленные во время защиты суверенитета и территориальной целостности Азербайджанской Республики и обеспечения безопасности мирного населения      | Военнослужащий Вооружённых сил Азербайджанской Республики, капитан                                                                     | род. 03.02.1949             |
| 36    |      | Гаджиев Этибар Фирудин оглы       | 23.6.1992  | За личное мужество и отвагу, проявленные во время защиты суверенитета и территориальной целостности Азербайджанской Республики и обеспечения безопасности мирного населения      | Военнослужащий Вооружённых сил Азербайджанской Республики, рядовой                                                                     | 05.04.1971—15.06.1992       |
| 37    |      | Гасанов Магомед Алескер оглы      | 23.6.1992  | За личное мужество и отвагу, проявленные во время защиты суверенитета и территориальной целостности Азербайджанской Республики и обеспечения безопасности мирного населения      | Военнослужащий Вооружённых сил Азербайджанской Республики, старший лейтенант                                                           | 09.08.1959—18.11.2020       |
| 38    |      | Шикаров Шикар Шукюр оглы          | 23.6.1992  | За личное мужество и отвагу, проявленные во время защиты суверенитета и территориальной целостности Азербайджанской Республики и обеспечения безопасности мирного населения      | Военнослужащий Вооружённых сил Азербайджанской Республики, подполковник                                                                | 03.12.1953—13.06.1992       |
| 39    |      | Давидович Анатолий Николаевич     | 3.7.1992   | За личное мужество и отвагу, проявленные во время защиты суверенитета и территориальной целостности Азербайджанской Республики и обеспечения безопасности мирного населения      | Военнослужащий Вооружённых сил Азербайджанской Республики, майор                                                                       | 28.03.1965—13.06.1992       |
| 40    |      | Гасанов Саявуш Гасан оглы         | 21.7.1992  | За личное мужество и отвагу, проявленные во время защиты суверенитета и территориальной целостности Азербайджанской Республики и обеспечения безопасности мирного населения      | Старшина милиции | 20.01.1964—25.06.1992       |
| 41    |      | Мамедов Сеймур Гахраман оглы      | 11.8.1992  | За личное мужество и отвагу, проявленные во время защиты суверенитета и территориальной целостности Азербайджанской Республики и обеспечения безопасности мирного населения      | Рядовой | 18.09.1971—01.04.1992       |
| 42    |      | Искендеров Алаббас Гара оглы      | 13.8.1992  | За личное мужество и отвагу, проявленные во время защиты суверенитета и территориальной целостности Азербайджанской Республики и обеспечения безопасности мирного населения      | Разведчик | 20.11.1958—04.03.1992       |
| 43    |      | Тагизаде Эльдар Абдулла Гара оглы | 8.9.1992   | За мужество и отвагу, проявленные во время обезвреживания опасного убийцы по прозвищу «Шака» и его банды                                                                         | Заместитель начальника Отдела по борьбе с терроризмом и бандитизмом МВД Азербайджана                                                   | 06.09.1963—03.06.1992       |
| 44    |      | Назарли Хикмет Баба оглы          | 9.9.1992   | За личное мужество и отвагу, проявленные во время защиты суверенитета и территориальной целостности Азербайджанской Республики и обеспечения безопасности мирного населения      | Рядовой | 07.03.1966—26.02.1992       |
| 45    |      | Алиев Явер Якуб оглы              | 14.9.1992  | За личное мужество и отвагу, проявленные при исполнении служебных обязанностей                                                                                                   | Военнослужащий Военно-воздушных сил Азербайджанской Республики, капитан                                                                | 27.06.1956—29.02.1992       |
| 46    |      | Меджидов Закир Нусрат оглы        | 14.9.1992  | За личное мужество и отвагу, проявленные при исполнении служебных обязанностей                                                                                                   | Военнослужащий Военно-воздушных сил Азербайджанской Республики, старший лейтенант                                                      | 26.06.1956—06.08.1992       |
| 47    |      | Половинка Руслан Александрович    | 14.9.1992  | За личное мужество и отвагу, проявленные при исполнении служебных обязанностей                                                                                                   | Военнослужащий Военно-воздушных сил Азербайджанской Республики, лейтенант                                                              | 21.10.1969—06.08.1992       |
| 48    |      | Рагимов Джаваншир Иззет оглы      | 14.9.1992  | За личное мужество и отвагу, проявленные при исполнении служебных обязанностей                                                                                                   | Военнослужащий Военно-воздушных сил Азербайджанской Республики, рядовой                                                                | 05.06.1973—06.08.1992       |
| 49    |      | Сенюшкин Сергей Александрович     | 14.9.1992  | За личное мужество и отвагу, проявленные при исполнении служебных обязанностей                                                                                                   | Военнослужащий Военно-воздушных сил Азербайджанской Республики, майор                                                                  | 15.09.1957—29.02.1992       |
| 50    |      | Фараджов Анвар Сайяд оглы         | 8.10.1992  | За личное мужество и отвагу, проявленные во время защиты суверенитета и территориальной целостности Азербайджанской Республики и обеспечения безопасности мирного населения      | Сотрудник органов внутренних дел Азербайджанской Республики, начальник Тоданского милицейского участка Геранбойского отделения милиции | 28.06.1952—14.09.1991       |
| 51    |      | Мамедов Сахил Аламдар оглы        | 8.10.1992  | За личное мужество и отвагу, проявленные во время защиты суверенитета и территориальной целостности Азербайджанской Республики и обеспечения безопасности мирного населения      | Сотрудник органов внутренних дел Азербайджанской Республики, старший лейтенант полиции                                                 | род. 25.02.1964             |
| 52    |      | Гусейнов Эльшад Эйнулла оглы      | 8.10.1992  | За личное мужество и отвагу, проявленные во время защиты суверенитета и территориальной целостности Азербайджанской Республики и обеспечения безопасности мирного населения      | Сотрудник органов внутренних дел Азербайджанской Республики, старший сержант полиции                                                   | 08.10.1968—15.06.1992       |
| 53    |      | Теймуров Ризван Рахман оглы       | 8.10.1992  | За личное мужество и отвагу, проявленные во время защиты суверенитета и территориальной целостности Азербайджанской Республики и обеспечения безопасности мирного населения      | Сотрудник органов внутренних дел Азербайджанской Республики, старшина полиции                                                          | 16.04.1967—09.12.1991       |
| 54    |      | Фарзалиев Пахливан Ахлиман оглы   | 8.10.1992  | За личное мужество и отвагу, проявленные во время защиты суверенитета и территориальной целостности Азербайджанской Республики и обеспечения безопасности мирного населения      | Сотрудник органов внутренних дел Азербайджанской Республики, командир взвода, старший лейтенант милиции                                | 27.09.1958—11.04.1991       |
| 55    |      | Чобанов Шамой Махьяддин оглы      | 8.10.1992  | За личное мужество и отвагу, проявленные во время защиты суверенитета и территориальной целостности Азербайджанской Республики и обеспечения безопасности мирного населения      | Сотрудник органов внутренних дел Азербайджанской Республики, милиционер                                                                | 19.01.1965—19.08.1990       |
| 56    |      | Халилбейли Тебриз Халил Рза оглы  | 8.10.1992  | За личное мужество и отвагу, проявленные во время защиты суверенитета и территориальной целостности Азербайджанской Республики и обеспечения безопасности мирного населения      | Сотрудник органов внутренних дел Азербайджанской Республики, рядовой                                                                   | 12.04.1964—31.01.1992       |
| 57    |      | Асланов Шикар Давуд оглы          | 8.10.1992  | За личное мужество и отвагу, проявленные во время защиты суверенитета и территориальной целостности Азербайджанской Республики и обеспечения безопасности мирного населения      | Сотрудник органов внутренних дел Азербайджанской Республики, рядовой                                                                   | 10.06.1970—02.07.1992       |
| 58    |      | Ахмедов Натиг Ильяс оглы          | 8.10.1992  | За личное мужество и отвагу, проявленные во время защиты суверенитета и территориальной целостности Азербайджанской Республики и обеспечения безопасности мирного населения      | Сотрудник органов внутренних дел Азербайджанской Республики, инспектор ДПС                                                             | 01.09.1969—26.09.1991       |
| 59    |      | Акперов Акиф Аббас оглы           | 8.10.1992  | За личное мужество и отвагу, проявленные во время защиты суверенитета и территориальной целостности Азербайджанской Республики и обеспечения безопасности мирного населения      | Сотрудник органов внутренних дел Азербайджанской Республики, инспектор ДПС                                                             | 02.02.1952—05.08.1991       |
| 60    |      | Мамедов Кязым Аршад оглы          | 8.10.1992  | За личное мужество и отвагу, проявленные во время защиты суверенитета и территориальной целостности Азербайджанской Республики и обеспечения безопасности мирного населения      | Сотрудник органов внутренних дел Азербайджанской Республики, сержант полиции                                                           | 01.10.1969—15.11.1991       |
| 61    |      | Яхъяев Эльшад Маммедханифе оглы   | 8.10.1992  | За личное мужество и отвагу, проявленные во время защиты суверенитета и территориальной целостности Азербайджанской Республики и обеспечения безопасности мирного населения      | Сотрудник органов внутренних дел Азербайджанской Республики, командир почты внутренних войск                                           | 05.05.1966—20.06.1992       |
| 62    |      | Гулиев Назим Габиль оглы          | 8.10.1992  | За личное мужество и отвагу, проявленные во время защиты суверенитета и территориальной целостности Азербайджанской Республики и обеспечения безопасности мирного населения      | Сотрудник органов внутренних дел Азербайджанской Республики, старшина полиции                                                          | 07.02.1965—09.01.1992       |
| 63    |      | Шукюров Шахлар Аваз оглы          | 8.10.1992  | За личное мужество и отвагу, проявленные во время защиты суверенитета и территориальной целостности Азербайджанской Республики и обеспечения безопасности мирного населения      | Сотрудник органов внутренних дел Азербайджанской Республики, заместитель начальника Зардабского отделения милиции, майор милиции       | 17.05.1952—08.05.1990       |
| 64    |      | Сафаров Сардар Мадат оглы         | 8.10.1992  | За личное мужество и отвагу, проявленные во время защиты суверенитета и территориальной целостности Азербайджанской Республики и обеспечения безопасности мирного населения      | Сотрудник органов внутренних дел Азербайджанской Республики, майор милиции                                                             | 12.08.1960—25.09.1991       |
| 65    |      | Исмаилов Ингилаб Алекпер оглы     | 8.10.1992  | За личное мужество и отвагу, проявленные во время защиты суверенитета и территориальной целостности Азербайджанской Республики и обеспечения безопасности мирного населения      | Сотрудник органов внутренних дел Азербайджанской Республики, полицейский                                                               | 24.02.1962—12.06.1992       |
| 66    |      | Аллахвердиев Намиг Муслим оглы    | 8.10.1992  | За личное мужество и отвагу, проявленные во время защиты суверенитета и территориальной целостности Азербайджанской Республики и обеспечения безопасности мирного населения      | Сотрудник органов внутренних дел Азербайджанской Республики, сержант полиции                                                           | 05.10.1967—09.07.1992       |
| 67    |      | Гусейнов Садыг Даяндур оглы       | 8.10.1992  | За личное мужество и отвагу, проявленные во время защиты суверенитета и территориальной целостности Азербайджанской Республики и обеспечения безопасности мирного населения      | Сотрудник органов внутренних дел Азербайджанской Республики, участковый инспектор Шушинского отделения полиции                         | 29.08.1961—13.04.1992       |
| 68    |      | Мамедов Низами Мурад оглы         | 8.10.1992  | За личное мужество и отвагу, проявленные во время защиты суверенитета и территориальной целостности Азербайджанской Республики и обеспечения безопасности мирного населения      | Сотрудник органов внутренних дел Азербайджанской Республики, полицейский                                                               | 12.01.1958—29.03.1992       |
| 69    |      | Рустамов Хидаят Эльдар оглы       | 8.10.1992  | За личное мужество и отвагу, проявленные во время защиты суверенитета и территориальной целостности Азербайджанской Республики и обеспечения безопасности мирного населения      | Сотрудник органов внутренних дел Азербайджанской Республики, полицейский                                                               | 19.08.1970—23.12.1991       |
| 70    |      | Салахов Шакир Шамиль оглы         | 8.10.1992  | За личное мужество и отвагу, проявленные во время защиты суверенитета и территориальной целостности Азербайджанской Республики и обеспечения безопасности мирного населения      | Сотрудник органов внутренних дел Азербайджанской Республики, полицейский                                                               | 15.06.1966—28.01.1992       |
| 71    |      | Асадов Малик Хамил оглы           | 8.10.1992  | За личное мужество и отвагу, проявленные во время защиты суверенитета и территориальной целостности Азербайджанской Республики и обеспечения безопасности мирного населения      | Сотрудник органов внутренних дел Азербайджанской Республики, сержант внутренней службы                                                 | 27.06.1962—18.01.1992       |
| 72    |      | Нифталиев Джамил Самедхан оглы    | 8.10.1992  | За личное мужество и отвагу, проявленные во время защиты суверенитета и территориальной целостности Азербайджанской Республики и обеспечения безопасности мирного населения      | Сотрудник органов внутренних дел Азербайджанской Республики, сержант внутренней службы                                                 | 05.10.1968—29.03.1992       |
| 73    |      | Мехдиев Фазиль Умуд оглы          | 8.10.1992  | За личное мужество и отвагу, проявленные во время защиты суверенитета и территориальной целостности Азербайджанской Республики и обеспечения безопасности мирного населения      | Сотрудник органов внутренних дел Азербайджанской Республики, милиционер                                                                | 20.08.1966—24.09.1991       |
| 74    |      | Агаев Фаиг Алыш оглы              | 8.10.1992  | За личное мужество и отвагу, проявленные во время защиты суверенитета и территориальной целостности Азербайджанской Республики и обеспечения безопасности мирного населения      | Сотрудник органов внутренних дел Азербайджанской Республики, полицейский                                                               | 06.06.1969—23.12.1991       |
| 75    |      | Рафиев Фаиг Газанфар оглы         | 8.10.1992  | За личное мужество и отвагу, проявленные во время защиты суверенитета и территориальной целостности Азербайджанской Республики и обеспечения безопасности мирного населения      | Сотрудник органов внутренних дел Азербайджанской Республики, участковый инспектор Ходжавенда                                           | 22.02.1955—10.01.1992       |
| 76    |      | Мурсалов Вугар Миразбар оглы      | 8.10.1992  | За личное мужество и отвагу, проявленные во время защиты суверенитета и территориальной целостности Азербайджанской Республики и обеспечения безопасности мирного населения      | Сотрудник органов внутренних дел Азербайджанской Республики, старший лейтенант полиции                                                 | 10.03.1963—09.06.1992       |
| 77    |      | Алиев Имамверди Барат оглы        | 8.10.1992  | За личное мужество и отвагу, проявленные во время защиты суверенитета и территориальной целостности Азербайджанской Республики и обеспечения безопасности мирного населения      | Сотрудник органов внутренних дел Азербайджанской Республики, старший лейтенант полиции                                                 | 01.10.1950—15.10.1991       |
| 78    |      | Мамедов Айтекин Исраил оглы       | 8.10.1992  | За личное мужество и отвагу, проявленные во время защиты суверенитета и территориальной целостности Азербайджанской Республики и обеспечения безопасности мирного населения      | Сотрудник органов внутренних дел Азербайджанской Республики, милиционер                                                                | 29.05.1967—апрель 1991 года |
| 79    |      | Гасанов Тахир Тофик оглы          | 19.10.1992 | За личное мужество и отвагу, проявленные во время защиты суверенитета и территориальной целостности Азербайджанской Республики и обеспечения безопасности мирного населения      | Сотрудник ОПОН МВД Азербайджана, сержант полиции                                                                                       | 22.02.1979—02.09.1992       |
| 80    |      | Исмаилов Ильгар Сади оглы         | 19.10.1992 | За личное мужество и отвагу, проявленные во время защиты суверенитета и территориальной целостности Азербайджанской Республики и обеспечения безопасности мирного населения      | Оперуполномоченный по уголовному розыску отделения полиции Бинагадинского района, капитан полиции                                      | 29.03.1959—01.10.1992       |
| 81    |      | Мамедов Али Гусейн оглы           | 19.10.1992 | За личное мужество и отвагу, проявленные во время защиты суверенитета и территориальной целостности Азербайджанской Республики и обеспечения безопасности мирного населения      | Сотрудник Главного управления внутренних дел города Баку, капитан полиции                                                              | 12.08.1955—01.10.1992       |
| 82    |      | Аразов Энвер Талыш оглы           | 6.11.1992  | За личное мужество и отвагу, проявленные во время защиты суверенитета и территориальной целостности Азербайджанской Республики и обеспечения безопасности мирного населения      | Сотрудник органов внутренних дел Азербайджанской Республики, командир полка, капитан                                                   | 02.12.1953—02.11.1992       |
| 83    |      | Гулиев Матлаб Кямран оглы         | 6.11.1992  | За личное мужество и отвагу, проявленные во время защиты суверенитета и территориальной целостности Азербайджанской Республики и обеспечения безопасности мирного населения      | Сотрудник органов внутренних дел Азербайджанской Республики, командир взвода, старший лейтенант                                        | 09.01.1959—31.08.1992       |
| 84    |      | Макеев Игорь Владимирович         | 6.11.1992  | За личное мужество и отвагу, проявленные во время защиты суверенитета и территориальной целостности Азербайджанской Республики и обеспечения безопасности мирного населения      | Сотрудник органов внутренних дел Азербайджанской Республики, рядовой                                                                   | 27.10.1971—02.08.1992       |
| 85    |      | Магеррамов Сахават Аламдар оглы   | 6.11.1992  | За личное мужество и отвагу, проявленные во время защиты суверенитета и территориальной целостности Азербайджанской Республики и обеспечения безопасности мирного населения      | Сотрудник органов внутренних дел Азербайджанской Республики, рядовой                                                                   | 05.12.1973—27.06.1992       |
| 86    |      | Мурадов Руслан Гамид оглы         | 6.11.1992  | За личное мужество и отвагу, проявленные во время защиты суверенитета и территориальной целостности Азербайджанской Республики и обеспечения безопасности мирного населения      | Сотрудник органов внутренних дел Азербайджанской Республики, рядовой                                                                   | 27.06.1973—22.08.1992       |
| 87    |      | Наджафов Фахраддин Вилаяддин оглы | 6.11.1992  | За личное мужество и отвагу, проявленные во время защиты суверенитета и территориальной целостности Азербайджанской Республики и обеспечения безопасности мирного населения      | Сотрудник органов внутренних дел Азербайджанской Республики, старший командир полка, старший лейтенант                                 | 31.03.1967—04.09.1992       |
| 88    |      | Аскерова Салатын Азиз кызы        | 6.11.1992  | За особые заслуги в донесении до республики и мировой общественности событий, происходящих в нагорной части Карабаха, за мужество и отвагу при выполнении служебных обязанностей | Корреспондент газеты «Молодёжь Азербайджана»                                                                                           | 16.12.1961—09.01.1991       |
| 89    |      | Мустафаев Алы Мустафа оглы        | 6.11.1992  | За особые заслуги в донесении до республики и мировой общественности событий, происходящих в нагорной части Карабаха, за мужество и отвагу при выполнении служебных обязанностей | Директор отдела Главной редакции «Экран дня» Государственной телерадиокомпании Азербайджанской Республики                              | 14.04.1952—20.11.1991       |
| 90    |      | Мустафаев Чингиз Фуад оглы        | 6.11.1992  | За особые заслуги в донесении до республики и мировой общественности событий, происходящих в нагорной части Карабаха, за мужество и отвагу при выполнении служебных обязанностей | Тележурналист студии «215-КЛ» Государственной телерадиокомпании Азербайджанской Республики                                             | 29.08.1960—15.06.1992       |
| 91    |      | Алиев Алияр Юсиф оглы             | 10.11.1992 | За личное мужество и отвагу, проявленные во время защиты суверенитета и территориальной целостности Азербайджанской Республики и обеспечения безопасности мирного населения      | Командир батальона, майор | 14.12.1957—03.10.1992       |
| 92    |      | Ахундов Сяфа Фатулла оглы         | 25.11.1992 | За личное мужество и отвагу, проявленные во время защиты суверенитета и территориальной целостности Азербайджанской Республики                                                   | Сотрудник Государственного концерна «Азербайджанские авиалинии», второй пилот вертолёта Ми-8 Забратской авиационной компании           | 19.06.1958—28.01.1992       |
| 93    |      | Асадов Асад Солтан оглы           | 25.11.1992 | За личное мужество и отвагу, проявленные во время защиты суверенитета и территориальной целостности Азербайджанской Республики                                                   | Сотрудник Государственного концерна «Азербайджанские авиалинии», командир самолёта Ан-2 Евлахской авиационной компании                 | 22.03.1956—29.10.1991       |
| 94    |      | Махмудов Арастун Испанди оглы     | 25.11.1992 | За личное мужество и отвагу, проявленные во время защиты суверенитета и территориальной целостности Азербайджанской Республики                                                   | Сотрудник Государственного концерна «Азербайджанские авиалинии», механик вертолёта Ми-8 Забратской авиационной компании                | 23.02.1957—28.01.1992       |
| 95    |      | Мурадов Хикмет Огтай оглы         | 25.11.1992 | За личное мужество и отвагу, проявленные во время защиты суверенитета и территориальной целостности Азербайджанской Республики                                                   | Сотрудник Государственного концерна «Азербайджанские авиалинии», второй пилот самолёта Ан-2 Евлахской авиационной компании             | 23.01.1969—29.10.1991       |
| 96    |      | Серёгин Виктор Васильевич         | 25.11.1992 | За личное мужество и отвагу, проявленные во время защиты суверенитета и территориальной целостности Азербайджанской Республики                                                   | Сотрудник Государственного концерна «Азербайджанские авиалинии», командир вертолёта Ми-8 Забратской авиационной компании               | 23.03.1944—28.01.1992       |
| 97    |      | Шахбазов Фахраддин Ибрагим оглы   | 4.12.1992  | За особые заслуги в донесении до республики и мировой общественности событий, происходящих в нагорной части Карабаха, за мужество и отвагу при выполнении служебных обязанностей | Кинооператор Государственной телерадиокомпании Азербайджанской Республики                                                              | 22.01.1950—20.11.1991       |
| 98    |      | Агаев Бейляр Тапдыг оглы          | 7.12.1992  | За личное мужество и отвагу, проявленные во время защиты суверенитета и территориальной целостности Азербайджанской Республики и обеспечения безопасности мирного населения      | Военнослужащий Министерства обороны Азербайджанской Республики, командир подразделения                                                 | 03.02.1969—06.08.1992       |
| 99    |      | Атакишиев Аслан Габиль оглы       | 7.12.1992  | За личное мужество и отвагу, проявленные во время защиты суверенитета и территориальной целостности Азербайджанской Республики и обеспечения безопасности мирного населения      | Военнослужащий Министерства обороны Азербайджанской Республики, заместитель командира подразделения                                    | 16.08.1953—07.08.1992       |
| 100   |      | Гасымов Ихтияр Гасым оглы         | 7.12.1992  | За личное мужество и отвагу, проявленные во время защиты суверенитета и территориальной целостности Азербайджанской Республики и обеспечения безопасности мирного населения      | Военнослужащий Министерства обороны Азербайджанской Республики, командир отряда                                                        | 22.03.1970—14.07.1992       |
| 101   |      | Алиев Алекпер Гасан оглы          | 7.12.1992  | За личное мужество и отвагу, проявленные во время защиты суверенитета и территориальной целостности Азербайджанской Республики и обеспечения безопасности мирного населения      | Военнослужащий Министерства обороны Азербайджанской Республики, командир взвода                                                        | 22.12.1955—07.08.1992       |
| 102   |      | Алиев Ровшан Нариман оглы         | 7.12.1992  | За личное мужество и отвагу, проявленные во время защиты суверенитета и территориальной целостности Азербайджанской Республики и обеспечения безопасности мирного населения      | Военнослужащий Министерства обороны Азербайджанской Республики, рядовой                                                                | 30.08.1972—14.06.1992       |
| 103   |      | Магеррамов Асиф Юсиф оглы         | 7.12.1992  | За личное мужество и отвагу, проявленные во время защиты суверенитета и территориальной целостности Азербайджанской Республики и обеспечения безопасности мирного населения      | Военнослужащий Министерства обороны Азербайджанской Республики, командир взвода                                                        | 26.07.1952—01.07.1994       |
| 104   |      | Наджафов Юнис Иса оглы            | 7.12.1992  | За личное мужество и отвагу, проявленные во время защиты суверенитета и территориальной целостности Азербайджанской Республики и обеспечения безопасности мирного населения      | Военнослужащий Министерства обороны Азербайджанской Республики, командир подразделения                                                 | 31.08.1967—24.08.1992       |
| 105   |      | Пашаев Бахшеиш Ханахмед оглы      | 7.12.1992  | За личное мужество и отвагу, проявленные во время защиты суверенитета и территориальной целостности Азербайджанской Республики и обеспечения безопасности мирного населения      | Военнослужащий Министерства обороны Азербайджанской Республики, командир подразделения                                                 | 01.05.1936—12.07.1992       |
| 106   |      | Сеидов Мираскер Мирабдулла оглы   | 18.12.1992 | За героическое отражение вражеских атак, спасение жизней товарищей и показывание примера храбрости в бою                                                                         | Боец отряда самообороны села Юхары Бузгов Бабекского района Нахичеванской Автономной Республики                                        | 06.02.1970—14.06.1992       |

## 1993 год
Общее число награждённых: 20
| № п/п | Фото | Фамилия, имя, отчество         | Дата указа | Основание присвоения | Род деятельности, должность, звание | Даты жизни            |
| ----- | ---- | ------------------------------ | ---------- | --- | --- | --------------------- |
| 107   |      | Абдуллаев Шовгияр Джамиль оглы | 5.2.1993   | За личное мужество и отвагу, проявленные во время защиты суверенитета и территориальной целостности Азербайджанской Республики и обеспечения безопасности мирного населения                                   | Военнослужащий Министерства обороны Азербайджанской Республики, старшина | 05.04.1969—27.08.1992 |
| 108   |      | Асланов Ниязи Шарафхан оглы    | 5.2.1993   | За личное мужество и отвагу, проявленные во время защиты суверенитета и территориальной целостности Азербайджанской Республики и обеспечения безопасности мирного населения                                   | Военнослужащий Министерства обороны Азербайджанской Республики, рядовой | 25.12.1960—04.05.1992 |
| 109   |      | Багиров Тахир Аминага оглы     | 5.2.1993   | За личное мужество и отвагу, проявленные во время защиты суверенитета и территориальной целостности Азербайджанской Республики и обеспечения безопасности мирного населения                                   | Военнослужащий Министерства обороны Азербайджанской Республики, старший сержант                                                                                               | 14.07.1957—11.10.1992 |
| 110   |      | Гасымов Мухтар Джахид оглы     | 5.2.1993   | За личное мужество и отвагу, проявленные во время защиты суверенитета и территориальной целостности Азербайджанской Республики и обеспечения безопасности мирного населения                                   | Военнослужащий Министерства обороны Азербайджанской Республики, капитан медицинской службы                                                                                    | 10.01.1958—16.06.1992 |
| 111   |      | Ахмедов Асад Джалал оглы       | 5.2.1993   | За личное мужество и отвагу, проявленные во время защиты суверенитета и территориальной целостности Азербайджанской Республики и обеспечения безопасности мирного населения                                   | Военнослужащий Министерства обороны Азербайджанской Республики, старшина | 15.07.1970—31.07.1992 |
| 112   |      | Юсифов Закир Тофиг оглы        | 5.2.1993   | За личное мужество и отвагу, проявленные во время защиты суверенитета и территориальной целостности Азербайджанской Республики и обеспечения безопасности мирного населения                                   | Военнослужащий Министерства обороны Азербайджанской Республики, майор | 29.09.1956—11.10.1992 |
| 113   |      | Мамедов Агиль Самед оглы       | 5.2.1993   | За личное мужество и отвагу, проявленные во время защиты суверенитета и территориальной целостности Азербайджанской Республики и обеспечения безопасности мирного населения                                   | Военнослужащий Министерства обороны Азербайджанской Республики, рядовой | 30.07.1969—07.08.1992 |
| 114   |      | Насибов Камил Баладе оглы      | 5.2.1993   | За личное мужество и отвагу, проявленные во время защиты суверенитета и территориальной целостности Азербайджанской Республики и обеспечения безопасности мирного населения                                   | Военнослужащий Министерства обороны Азербайджанской Республики, старший лейтенант                                                                                             | 08.10.1946—29.06.1992 |
| 115   |      | Рзаев Гасым Гара оглы          | 5.2.1993   | За личное мужество и отвагу, проявленные во время защиты суверенитета и территориальной целостности Азербайджанской Республики и обеспечения безопасности мирного населения                                   | Военнослужащий Министерства обороны Азербайджанской Республики, рядовой | 05.05.1970—14.05.1992 |
| 116   |      | Рустамов Мазахир Иззет оглы    | 5.2.1993   | За личное мужество и отвагу, проявленные во время защиты суверенитета и территориальной целостности Азербайджанской Республики и обеспечения безопасности мирного населения                                   | Военнослужащий Министерства обороны Азербайджанской Республики, лейтенант | 02.03.1960—06.08.1992 |
| 117   |      | Багиров Аллахверди Теймур оглы | 24.2.1993  | За личное мужество и отвагу, проявленные во время защиты суверенитета и территориальной целостности Азербайджанской Республики и обеспечения безопасности мирного населения                                   | Командир войсковой части имени Э. Багирова | 22.04.1946—12.06.1992 |
| 118   |      | Мирзоев Юсиф Вели оглы         | 27.3.1993  | За личное мужество и отвагу, проявленные во время защиты суверенитета и территориальной целостности Азербайджанской Республики и обеспечения безопасности мирного населения                                   | Заместитель командира бригады | 23.05.1958—19.02.1993 |
| 119   |      | Оруджев Везир Сурхай оглы      | 27.3.1993  | За личное мужество и отвагу, проявленные во время защиты суверенитета и территориальной целостности Азербайджанской Республики и обеспечения безопасности мирного населения                                   | Заместитель командира батальона | 26.12.1956—22.03.1993 |
| 120   |      | Алиев Василий Ахмед оглы       | 11.5.1993  | За личное мужество и отвагу, проявленные во время защиты суверенитета и территориальной целостности Азербайджанской Республики и обеспечения безопасности мирного населения                                   | Сотрудник органов внутренних дел Азербайджанской Республики, старшина Отделения полиции Губадлинского района                                                                  | 15.01.1959—20.10.1992 |
| 121   |      | Гюлалиев Октай Гюлали оглы     | 11.5.1993  | За личное мужество и отвагу, проявленные во время защиты суверенитета и территориальной целостности Азербайджанской Республики и обеспечения безопасности мирного населения                                   | Сотрудник органов внутренних дел Азербайджанской Республики, командир роты батальона пост-патрульной службы Лачинского районного отделения полиции, старший лейтенант полиции | 10.11.1962—11.10.1992 |
| 122   |      | Мирзоев Керем Аршад оглы       | 11.5.1993  | За личное мужество и отвагу, проявленные во время защиты суверенитета и территориальной целостности Азербайджанской Республики и обеспечения безопасности мирного населения                                   | Сотрудник органов внутренних дел Азербайджанской Республики, участковый инспектор Отделения полиции Губадлинского района старший лейтенант полиции                            | 20.05.1960—01.10.1992 |
| 123   |      | Байрамов Солтанага Нехмет оглы | 24.8.1993  | За мужество и отвагу, проявленные при защите государственности, независимости и территориальной целостности Азербайджанской Республики, в борьбе с преступными элементами, напавшими на азербайджанский народ | Врач-рентгенолог Ленкоранского военного госпиталя Министерства обороны Азербайджанской Республики                                                                             | 17.10.1936—23.08.1993 |
| 124   |      | Алиев Этибар Бёюкага оглы      | 24.8.1993  | За мужество и отвагу, проявленные при защите государственности, независимости и территориальной целостности Азербайджанской Республики, в борьбе с преступными элементами, напавшими на азербайджанский народ | Плотник Управления бытового обслуживания населения города Ленкорань | 11.07.1955—23.08.1993 |
| 125   |      | Тахмазов Паша Гурбан оглы      | 24.8.1993  | За мужество и отвагу, проявленные при защите государственности, независимости и территориальной целостности Азербайджанской Республики, в борьбе с преступными элементами, напавшими на азербайджанский народ | Работник Управления бытового обслуживания населения города Ленкорань | 23.03.1949—23.08.1993 |
| 126   |      | Аскерова Гюльтекин Мелик кызы  | 20.11.1993 | За личное мужество и отвагу при защите суверенитета и территориальной целостности Азербайджанской Республики, спасении жизней раненых солдат                                                                  | Старший лейтенант медицинской службы | 20.11.1960—20.06.1992 |

## 1994 год
Общее число награждённых: 26
| № п/п | Фото | Фамилия, имя, отчество               | Дата указа | Основание присвоения | Род деятельности, должность, звание                                                                                                | Даты жизни            |
| ----- | ---- | ------------------------------------ | ---------- | --- | --- | --------------------- |
| 127   |      | Мамедов Ибрагим Исмаил оглы          | 20.6.1994  | За личное мужество и отвагу, проявленные во время героического сражения в боях по защите земель Родины от армянских захватчиков, и за честное исполнение своего святого воинского и служебного долга                                                                                               | Командир подразделения Министерства обороны Азербайджанской Республики, лейтенант                                                  | 20.12.1958—16.02.1994 |
| 128   |      | Керимов Керим Мухаммед оглы          | 16.9.1994  | За личное мужество и отвагу, проявленные во время героического сражения в боях по защите суверенитета и территориальной целостности Азербайджанской Республики, по защите земель Родины от армянских захватчиков, за беспримерные заслуги в исполнении своего святого воинского и служебного долга | Военнослужащий Министерства обороны Азербайджанской Республики, командир подразделения инженерных войск                            | 02.06.1971—05.05.1992 |
| 129   |      | Асадов Рафаэль Аваз оглы             | 16.9.1994  | За личное мужество и отвагу, проявленные во время героического сражения в боях по защите суверенитета и территориальной целостности Азербайджанской Республики, по защите земель Родины от армянских захватчиков, за беспримерные заслуги в исполнении своего святого воинского и служебного долга | Военнослужащий Министерства обороны Азербайджанской Республики, полковник                                                          | 27.10.1952—12.11.1992 |
| 130   |      | Муртузалиев Сергей Муртузали оглы    | 16.9.1994  | За личное мужество и отвагу, проявленные во время героического сражения в боях по защите суверенитета и территориальной целостности Азербайджанской Республики, по защите земель Родины от армянских захватчиков, за беспримерные заслуги в исполнении своего святого воинского и служебного долга | Военнослужащий Министерства обороны Азербайджанской Республики, полковник-лейтенант                                                | 17.11.1963—30.08.1993 |
| 131   |      | Аллахвердиев Эльбрус Гаджи оглы      | 16.9.1994  | За личное мужество и отвагу, проявленные во время героического сражения в боях по защите суверенитета и территориальной целостности Азербайджанской Республики, по защите земель Родины от армянских захватчиков, за беспримерные заслуги в исполнении своего святого воинского и служебного долга | Военнослужащий Министерства обороны Азербайджанской Республики, лейтенант                                                          | 27.09.1958—16.06.1993 |
| 132   |      | Габибов Рафаэль Шарафат оглы         | 16.9.1994  | За личное мужество и отвагу, проявленные во время героического сражения в боях по защите суверенитета и территориальной целостности Азербайджанской Республики, по защите земель Родины от армянских захватчиков, за беспримерные заслуги в исполнении своего святого воинского и служебного долга | Военнослужащий Министерства обороны Азербайджанской Республики, лейтенант                                                          | 04.04.1964—07.07.1992 |
| 133   |      | Меджидов Эльдар Тофиг оглы           | 16.9.1994  | За личное мужество и отвагу, проявленные во время героического сражения в боях по защите суверенитета и территориальной целостности Азербайджанской Республики, по защите земель Родины от армянских захватчиков, за беспримерные заслуги в исполнении своего святого воинского и служебного долга | Военнослужащий Министерства обороны Азербайджанской Республики, старший сержант                                                    | 26.08.1965—15.05.1992 |
| 134   |      | Абдуллаев Намик Вахид оглы           | 16.9.1994  | За личное мужество и отвагу, проявленные во время героического сражения в боях по защите суверенитета и территориальной целостности Азербайджанской Республики, по защите земель Родины от армянских захватчиков, за беспримерные заслуги в исполнении своего святого воинского и служебного долга | Военнослужащий Министерства обороны Азербайджанской Республики, рядовой                                                            | 10.05.1974—09.02.1993 |
| 135   |      | Гусейнов Ровшан Шамиль оглы          | 16.9.1994  | За личное мужество и отвагу, проявленные во время героического сражения в боях по защите суверенитета и территориальной целостности Азербайджанской Республики, по защите земель Родины от армянских захватчиков, за беспримерные заслуги в исполнении своего святого воинского и служебного долга | Военнослужащий Министерства обороны Азербайджанской Республики, рядовой                                                            | 22.02.1967—11.05.1992 |
| 136   |      | Мирзоев Ширин Вели оглы              | 16.9.1994  | За личное мужество и отвагу, проявленные во время героического сражения в боях по защите суверенитета и территориальной целостности Азербайджанской Республики, по защите земель Родины от армянских захватчиков, за беспримерные заслуги в исполнении своего святого воинского и служебного долга | Военнослужащий Министерства обороны Азербайджанской Республики, полковник-лейтенант                                                | 05.01.1947—18.06.1992 |
| 137   |      | Ибрагимов Расим Сахавет оглы         | 16.9.1994  | За личное мужество и отвагу, проявленные во время героического сражения в боях по защите суверенитета и территориальной целостности Азербайджанской Республики, по защите земель Родины от армянских захватчиков, за беспримерные заслуги в исполнении своего святого воинского и служебного долга | Военнослужащий Министерства обороны Азербайджанской Республики, майор                                                              | 18.04.1962—28.06.1992 |
| 138   |      | Алыджанов Рафик Джафар оглы          | 16.9.1994  | За личное мужество и отвагу, проявленные во время героического сражения в боях по защите суверенитета и территориальной целостности Азербайджанской Республики, по защите земель Родины от армянских захватчиков, за беспримерные заслуги в исполнении своего святого воинского и служебного долга | Военнослужащий Министерства обороны Азербайджанской Республики, капитан                                                            | 11.07.1965—05.11.1993 |
| 139   |      | Зульфугаров Эльхан Гачай оглы        | 16.9.1994  | За личное мужество и отвагу, проявленные во время героического сражения в боях по защите суверенитета и территориальной целостности Азербайджанской Республики, по защите земель Родины от армянских захватчиков, за беспримерные заслуги в исполнении своего святого воинского и служебного долга | Военнослужащий Министерства обороны Азербайджанской Республики, капитан                                                            | 29.06.1954—05.01.1994 |
| 140   |      | Ибрагимов Миралекпер Миралескер оглы | 16.9.1994  | За личное мужество и отвагу, проявленные во время героического сражения в боях по защите суверенитета и территориальной целостности Азербайджанской Республики, по защите земель Родины от армянских захватчиков, за беспримерные заслуги в исполнении своего святого воинского и служебного долга | Военнослужащий Министерства обороны Азербайджанской Республики, капитан                                                            | 30.09.1961—05.03.1994 |
| 141   |      | Ахадов Эльшад Садай оглы             | 16.9.1994  | За личное мужество и отвагу, проявленные во время героического сражения в боях по защите суверенитета и территориальной целостности Азербайджанской Республики, по защите земель Родины от армянских захватчиков, за беспримерные заслуги в исполнении своего святого воинского и служебного долга | Военнослужащий Министерства обороны Азербайджанской Республики, старший лейтенант                                                  | 04.03.1968—11.12.1993 |
| 142   |      | Насреддинов Рафиг Гусейн оглы        | 16.9.1994  | За личное мужество и отвагу, проявленные во время героического сражения в боях по защите суверенитета и территориальной целостности Азербайджанской Республики, по защите земель Родины от армянских захватчиков, за беспримерные заслуги в исполнении своего святого воинского и служебного долга | Военнослужащий Министерства обороны Азербайджанской Республики, старший лейтенант                                                  | 18.03.1961—06.09.1992 |
| 143   |      | Рагимов Кёроглы Исмаил оглы          | 16.9.1994  | За личное мужество и отвагу, проявленные во время героического сражения в боях по защите суверенитета и территориальной целостности Азербайджанской Республики, по защите земель Родины от армянских захватчиков, за беспримерные заслуги в исполнении своего святого воинского и служебного долга | Военнослужащий Министерства обороны Азербайджанской Республики, лейтенант                                                          | 31.10.1953—03.07.1992 |
| 144   |      | Эдилов Йелмар Шахмар оглы            | 16.9.1994  | За личное мужество и отвагу, проявленные во время героического сражения в боях по защите суверенитета и территориальной целостности Азербайджанской Республики, по защите земель Родины от армянских захватчиков, за беспримерные заслуги в исполнении своего святого воинского и служебного долга | Военнослужащий Министерства обороны Азербайджанской Республики, рядовой                                                            | 10.04.1946—11.04.1994 |
| 145   |      | Ахмедов Мубариз Ализаде оглы         | 16.9.1994  | За личное мужество и отвагу, проявленные во время героического сражения в боях по защите суверенитета и территориальной целостности Азербайджанской Республики, по защите земель Родины от армянских захватчиков, за беспримерные заслуги в исполнении своего святого воинского и служебного долга | Военнослужащий Министерства обороны Азербайджанской Республики, рядовой                                                            | 01.01.1963—24.09.1992 |
| 146   |      | Акперов Ровшан Тельман оглы          | 5.10.1994  | За личный героизм и отвагу при защите конституционного государственного устройства Азербайджанской Республики | Военнослужащий Вооружённых сил Азербайджанской Республики, полковник-лейтенант                                                     | род. 04.06.1965       |
| 147   |      | Мусаев Агил Гусейн оглы              | 5.10.1994  | За личный героизм и отвагу при защите конституционного государственного устройства Азербайджанской Республики | Военнослужащий Вооружённых сил Азербайджанской Республики, сержант                                                                 | 03.11.1973—05.10.1994 |
| 148   |      | Мамедов Натиг Башир оглы             | 5.10.1994  | За личный героизм и отвагу при защите конституционного государственного устройства Азербайджанской Республики | Военнослужащий Вооружённых сил Азербайджанской Республики, сержант                                                                 | 11.05.1975—04.10.1994 |
| 149   |      | Нуриев Эльнур Эйваз оглы             | 5.10.1994  | За личный героизм и отвагу при защите конституционного государственного устройства Азербайджанской Республики | Военнослужащий Вооружённых сил Азербайджанской Республики, сержант                                                                 | 22.08.1975—04.10.1994 |
| 150   |      | Гулиев Вагит Габибулла оглы          | 9.10.1994  | За личное мужество и отвагу, проявленные во время героического сражения в боях по защите суверенитета и территориальной целостности Азербайджанской Республики, по защите земель Родины от армянских захватчиков, за беспримерные заслуги в исполнении своего святого воинского и служебного долга | Военнослужащий Министерства обороны Азербайджанской Республики, капитан                                                            | род. 29.09.1955       |
| 151   |      | Алиев Надир Алыш оглы                | 9.10.1994  | За личное мужество и отвагу, проявленные во время героического сражения в боях по защите суверенитета и территориальной целостности Азербайджанской Республики, по защите земель Родины от армянских захватчиков, за беспримерные заслуги в исполнении своего святого воинского и служебного долга | Военнослужащий Агдамского районного отделения Министерства национальной безопасности Азербайджанской Республики, старший лейтенант | 30.07.1962—22.07.1993 |
| 152   |      | Мамедов Эльдар Харун оглы            | 11.12.1994 | За личное мужество и отвагу, проявленные во время героического сражения в боях по защите суверенитета и территориальной целостности Азербайджанской Республики, по защите земель Родины от армянских захватчиков, за беспримерные заслуги в исполнении своего святого воинского и служебного долга | Военнослужащий Пограничных войск Министерства национальной безопасности Азербайджанской Республики, лейтенант                      | 10.01.1968—24.02.1993 |

## 1995 год
Общее число награждённых: 50
| № п/п | Фото | Фамилия, имя, отчество             | Дата указа | Основание присвоения | Род деятельности, должность, звание                                                                                          | Даты жизни            |
| ----- | ---- | ---------------------------------- | ---------- | --- | --- | --------------------- |
| 153   |      | Исмаилов Этибар Байлар оглы        | 5.1.1995   | За личное мужество и отвагу, проявленные во время защиты суверенитета и территориальной целостности Азербайджанской Республики, за то, что в целях спасения жизни своих соратников бросился под вражеский танк с противотанковой гранатой и уничтожил его                                                  | Командир взвода | 29.03.1964—04.01.1994 |
| 154   |      | Садиев Везир Иса оглы              | 15.1.1995  | За личное мужество и отвагу, проявленные во время героического сражения в боях по защите суверенитета и территориальной целостности Азербайджанской Республики, по защите земель Родины от армянских захватчиков, за беспримерные заслуги в исполнении своего святого воинского и служебного долга         | Военнослужащий Управления артиллерии Министерства обороны Азербайджанской Республики, майор                                  | 06.06.1961—19.02.1993 |
| 155   |      | Гусейнов Эльман Сулейман оглы      | 15.1.1995  | За личное мужество и отвагу, проявленные во время героического сражения в боях по защите суверенитета и территориальной целостности Азербайджанской Республики, по защите земель Родины от армянских захватчиков, за беспримерные заслуги в исполнении своего святого воинского и служебного долга         | Военнослужащий Министерства обороны Азербайджанской Республики, майор                                                        | 28.02.1952—14.01.1993 |
| 156   |      | Азнауров Искендер Сохраб оглы      | 15.1.1995  | За личное мужество и отвагу, проявленные во время героического сражения в боях по защите суверенитета и территориальной целостности Азербайджанской Республики, по защите земель Родины от армянских захватчиков, за беспримерные заслуги в исполнении своего святого воинского и служебного долга         | Военнослужащий Министерства обороны Азербайджанской Республики, старший лейтенант                                            | 16.08.1956—18.04.1993 |
| 157   |      | Абдуллаев Ровшан Абдулгусейн оглы  | 15.1.1995  | За личное мужество и отвагу, проявленные во время героического сражения в боях по защите суверенитета и территориальной целостности Азербайджанской Республики, по защите земель Родины от армянских захватчиков, за беспримерные заслуги в исполнении своего святого воинского и служебного долга         | Сотрудник Главного управления внутренних войск МВД Азербайджанской Республики, лейтенант                                     | 16.01.1969—13.09.1992 |
| 158   |      | Шахвердиев Исрафил Шахверди оглы   | 15.1.1995  | За личное мужество и отвагу, проявленные во время героического сражения в боях по защите суверенитета и территориальной целостности Азербайджанской Республики, по защите земель Родины от армянских захватчиков, за беспримерные заслуги в исполнении своего святого воинского и служебного долга         | Сотрудник Лачинского районного отделения полиции МВД Азербайджанской Республики, лейтенант                                   | 11.06.1952—13.01.1994 |
| 159   |      | Эйвазов Горхмаз Абыш оглы          | 15.1.1995  | За личное мужество и отвагу, проявленные во время героического сражения в боях по защите суверенитета и территориальной целостности Азербайджанской Республики, по защите земель Родины от армянских захватчиков, за беспримерные заслуги в исполнении своего святого воинского и служебного долга         | Сотрудник Лачинского районного отделения полиции МВД Азербайджанской Республики, старшина                                    | 01.04.1967—10.04.1994 |
| 160   |      | Гасанов Эльдар Исфандияр оглы      | 15.1.1995  | За личное мужество и отвагу, проявленные во время героического сражения в боях по защите суверенитета и территориальной целостности Азербайджанской Республики, по защите земель Родины от армянских захватчиков, за беспримерные заслуги в исполнении своего святого воинского и служебного долга         | Сотрудник ОПОН МВД Азербайджанской Республики, старшина                                                                      | 26.12.1965—12.05.1994 |
| 161   |      | Гасанов Табил Гасым оглы           | 15.1.1995  | За личное мужество и отвагу, проявленные во время героического сражения в боях по защите суверенитета и территориальной целостности Азербайджанской Республики, по защите земель Родины от армянских захватчиков, за беспримерные заслуги в исполнении своего святого воинского и служебного долга         | Сотрудник Шушинского районного отделения полиции МВД Азербайджанской Республики, рядовой                                     | 04.07.1960—29.03.1992 |
| 162   |      | Гусейнов Афган Гарахан оглы        | 15.1.1995  | За личное мужество и отвагу, проявленные во время героического сражения в боях по защите суверенитета и территориальной целостности Азербайджанской Республики, по защите земель Родины от армянских захватчиков, за беспримерные заслуги в исполнении своего святого воинского и служебного долга         | Сотрудник Главного управления охраны высших органов государственной власти и управления, майор                               | 24.02.1963—01.11.1992 |
| 163   |      | Джебраилов Фахраддин Мовсум оглы   | 4.4.1995   | За личный героизм и отвагу, проявленные при защите конституционного государственного устройства Азербайджанской Республики, сохранении её независимости и предотвращении попытки государственного переворота                                                                                               | Военнослужащий Министерства обороны Азербайджанской Республики, полковник                                                    | род. 12.08.1958       |
| 164   |      | Агаев Фархад Ислам оглы            | 4.4.1995   | За личный героизм и отвагу, проявленные при защите конституционного государственного устройства Азербайджанской Республики, сохранении её независимости и предотвращении попытки государственного переворота                                                                                               | Военнослужащий Министерства обороны Азербайджанской Республики, рядовой                                                      | 04.08.1975—15.03.1995 |
| 165   |      | Мамедов Ханоглан Садык оглы        | 4.4.1995   | За личный героизм и отвагу, проявленные при защите конституционного государственного устройства Азербайджанской Республики, сохранении её независимости и предотвращении попытки государственного переворота                                                                                               | Военнослужащий Министерства обороны Азербайджанской Республики, рядовой                                                      | 13.02.1975—17.03.1995 |
| 166   |      | Губадов Ариф Валиш оглы            | 4.4.1995   | За личный героизм и отвагу, проявленные при защите конституционного государственного устройства Азербайджанской Республики, сохранении её независимости и предотвращении попытки государственного переворота                                                                                               | Военнослужащий Министерства обороны Азербайджанской Республики, старший лейтенант                                            | 20.09.1966—26.09.2009 |
| 167   |      | Хасыев Самир Зираддин оглы         | 4.4.1995   | За личный героизм и отвагу, проявленные при защите конституционного государственного устройства Азербайджанской Республики, сохранении её независимости и предотвращении попытки государственного переворота                                                                                               | Военнослужащий Министерства обороны Азербайджанской Республики, лейтенант                                                    | 20.04.1973—17.03.1995 |
| 168   |      | Юсифов Роман Ясаф оглы             | 4.4.1995   | За личный героизм и отвагу, проявленные при защите конституционного государственного устройства Азербайджанской Республики, сохранении её независимости и предотвращении попытки государственного переворота                                                                                               | Военнослужащий Министерства обороны Азербайджанской Республики, младший лейтенант                                            | 28.07.1973—17.03.1995 |
| 169   |      | Алиев Эхтирам Исраил оглы          | 4.4.1995   | За личный героизм и отвагу, проявленные при защите конституционного государственного устройства Азербайджанской Республики, сохранении её независимости и предотвращении попытки государственного переворота                                                                                               | Военнослужащий Министерства обороны Азербайджанской Республики, старший сержант                                              | род. 01.08.1972       |
| 170   |      | Нагиев Дилгам Гейдар оглы          | 4.4.1995   | За личный героизм и отвагу, проявленные при защите конституционного государственного устройства Азербайджанской Республики, сохранении её независимости и предотвращении попытки государственного переворота                                                                                               | Военнослужащий Министерства обороны Азербайджанской Республики, сержант                                                      | 24.06.1975—17.03.1995 |
| 171   |      | Бабаев Назим Аббас оглы            | 4.4.1995   | За личный героизм и отвагу, проявленные при защите конституционного государственного устройства Азербайджанской Республики, сохранении её независимости и предотвращении попытки государственного переворота                                                                                               | Военнослужащий Министерства обороны Азербайджанской Республики, сержант                                                      | 07.02.1975—15.03.1995 |
| 172   |      | Гулиев Забит Адиль оглы            | 4.4.1995   | За личный героизм и отвагу, проявленные при защите конституционного государственного устройства Азербайджанской Республики, сохранении её независимости и предотвращении попытки государственного переворота                                                                                               | Военнослужащий Министерства обороны Азербайджанской Республики, сержант                                                      | род. 12.06.1975       |
| 173   |      | Гасанов Ильхам Гюльбала оглы       | 4.4.1995   | За личный героизм и отвагу, проявленные при защите конституционного государственного устройства Азербайджанской Республики, сохранении её независимости и предотвращении попытки государственного переворота                                                                                               | Военнослужащий Министерства обороны Азербайджанской Республики, рядовой                                                      | 06.05.1976—17.03.1995 |
| 174   |      | Гусейнов Эльшан Ибрагим оглы       | 4.4.1995   | За личный героизм и отвагу, проявленные при защите конституционного государственного устройства Азербайджанской Республики, сохранении её независимости и предотвращении попытки государственного переворота                                                                                               | Военнослужащий Министерства обороны Азербайджанской Республики, рядовой                                                      | 30.05.1976—17.03.1995 |
| 175   |      | Керимов Башир Бейлар оглы          | 4.4.1995   | За личный героизм и отвагу, проявленные при защите конституционного государственного устройства Азербайджанской Республики, сохранении её независимости и предотвращении попытки государственного переворота                                                                                               | Военнослужащий Министерства обороны Азербайджанской Республики, рядовой                                                      | 02.02.1976—17.03.1995 |
| 176   |      | Рамазанов Шамиль Агасаф оглы       | 4.4.1995   | За личный героизм и отвагу, проявленные при защите конституционного государственного устройства Азербайджанской Республики, сохранении её независимости и предотвращении попытки государственного переворота                                                                                               | Военнослужащий Министерства обороны Азербайджанской Республики, рядовой                                                      | 19.01.1976—17.03.1995 |
| 177   |      | Гулиев Мирза Маджид оглы           | 4.4.1995   | За личный героизм и отвагу, проявленные при защите конституционного государственного устройства Азербайджанской Республики, сохранении её независимости и предотвращении попытки государственного переворота                                                                                               | Военнослужащий Министерства обороны Азербайджанской Республики, рядовой                                                      | род. 11.01.1974       |
| 178   |      | Агаев Эльдар Аскер оглы            | 4.4.1995   | За личный героизм и отвагу, проявленные при защите конституционного государственного устройства Азербайджанской Республики, сохранении её независимости и предотвращении попытки государственного переворота                                                                                               | Военнослужащий Министерства обороны Азербайджанской Республики, полковник                                                    | 29.09.1955—17.05.2013 |
| 179   |      | Атакишиев Интигам Вахид оглы       | 4.4.1995   | За личный героизм и отвагу, проявленные при защите конституционного государственного устройства Азербайджанской Республики, сохранении её независимости и предотвращении попытки государственного переворота                                                                                               | Военнослужащий Министерства обороны Азербайджанской Республики, младший лейтенант                                            | род. 07.04.1974       |
| 180   |      | Аллахвердиев Бахтияр Азизулла оглы | 4.4.1995   | За личный героизм и отвагу, проявленные при защите конституционного государственного устройства Азербайджанской Республики, сохранении её независимости и предотвращении попытки государственного переворота                                                                                               | Военнослужащий Министерства обороны Азербайджанской Республики, сержант                                                      | род. 10.06.1974       |
| 181   |      | Гахраманов Фариз Чобан оглы        | 4.4.1995   | За личный героизм и отвагу, проявленные при защите конституционного государственного устройства Азербайджанской Республики, сохранении её независимости и предотвращении попытки государственного переворота                                                                                               | Военнослужащий Министерства обороны Азербайджанской Республики, сержант                                                      | род. 29.03.1974       |
| 182   |      | Сарыев Заур Рашид оглы             | 4.4.1995   | За личный героизм и отвагу, проявленные при защите конституционного государственного устройства Азербайджанской Республики, сохранении её независимости и предотвращении попытки государственного переворота                                                                                               | Военнослужащий Министерства обороны Азербайджанской Республики, младший сержант                                              | 28.06.1974—17.03.1995 |
| 183   |      | Насиров Ялчин Джангасан оглы       | 4.4.1995   | За личный героизм и отвагу, проявленные при защите конституционного государственного устройства Азербайджанской Республики, сохранении её независимости и предотвращении попытки государственного переворота                                                                                               | Военнослужащий Министерства обороны Азербайджанской Республики, рядовой                                                      | 23.01.1976—24.03.1995 |
| 184   |      | Мамедов Эльшад Рамиз оглы          | 4.4.1995   | За личный героизм и отвагу, проявленные при защите конституционного государственного устройства Азербайджанской Республики, сохранении её независимости и предотвращении попытки государственного переворота                                                                                               | Военнослужащий Министерства обороны Азербайджанской Республики, рядовой                                                      | 14.02.1975—17.03.1995 |
| 185   |      | Искендеров Фамиль Искендер оглы    | 4.4.1995   | За личный героизм и отвагу, проявленные при защите конституционного государственного устройства Азербайджанской Республики, сохранении её независимости и предотвращении попытки государственного переворота                                                                                               | Военнослужащий Министерства обороны Азербайджанской Республики, рядовой                                                      | 15.05.1975—17.03.1995 |
| 186   |      | Гадималиев Ариф Маасиф оглы        | 4.4.1995   | За личный героизм и отвагу, проявленные при защите конституционного государственного устройства Азербайджанской Республики, сохранении её независимости и предотвращении попытки государственного переворота                                                                                               | Военнослужащий Министерства обороны Азербайджанской Республики, рядовой                                                      | 13.07.1975—17.03.1995 |
| 187   |      | Зульфугаров Самир Халил оглы       | 4.4.1995   | За личный героизм и отвагу, проявленные при защите конституционного государственного устройства Азербайджанской Республики, сохранении её независимости и предотвращении попытки государственного переворота                                                                                               | Военнослужащий Министерства обороны Азербайджанской Республики, рядовой                                                      | 03.07.1976—17.03.1995 |
| 188   |      | Гулиев Эмин Алекпер оглы           | 4.4.1995   | За личный героизм и отвагу, проявленные при защите конституционного государственного устройства Азербайджанской Республики, сохранении её независимости и предотвращении попытки государственного переворота                                                                                               | Военнослужащий Министерства обороны Азербайджанской Республики, рядовой                                                      | 12.08.1976—17.03.1995 |
| 189   |      | Гурбанов Новруз Алиюллах оглы      | 4.4.1995   | За личный героизм и отвагу, проявленные при защите конституционного государственного устройства Азербайджанской Республики, сохранении её независимости и предотвращении попытки государственного переворота                                                                                               | Военнослужащий Министерства обороны Азербайджанской Республики, рядовой                                                      | 02.06.1975—17.03.1995 |
| 190   |      | Амиров Фаиг Исфандияр оглы         | 4.4.1995   | За личный героизм и отвагу, проявленные при защите конституционного государственного устройства Азербайджанской Республики, сохранении её независимости и предотвращении попытки государственного переворота                                                                                               | Военнослужащий Министерства обороны Азербайджанской Республики, рядовой                                                      | 22.06.1975—17.03.1995 |
| 191   |      | Халилов Эльдар Халил оглы          | 4.4.1995   | За личный героизм и отвагу, проявленные при защите конституционного государственного устройства Азербайджанской Республики, сохранении её независимости и предотвращении попытки государственного переворота                                                                                               | Военнослужащий Министерства обороны Азербайджанской Республики, рядовой                                                      | 19.08.1976—17.03.1995 |
| 192   |      | Шахбазов Явер Алибала оглы         | 4.4.1995   | За личный героизм и отвагу, проявленные при защите конституционного государственного устройства Азербайджанской Республики, сохранении её независимости и предотвращении попытки государственного переворота                                                                                               | Военнослужащий Министерства обороны Азербайджанской Республики, рядовой                                                      | 01.11.1973—17.03.1995 |
| 193   |      | Мирабов Решад Акиф оглы            | 4.4.1995   | За личный героизм и отвагу, проявленные при защите конституционного государственного устройства Азербайджанской Республики, сохранении её независимости и предотвращении попытки государственного переворота                                                                                               | Военнослужащий Министерства обороны Азербайджанской Республики, рядовой                                                      | 03.05.1975—17.03.1995 |
| 194   |      | Мадатов Фариз Аловсат оглы         | 4.4.1995   | За личный героизм и отвагу, проявленные при защите конституционного государственного устройства Азербайджанской Республики, сохранении её независимости и предотвращении попытки государственного переворота                                                                                               | Военнослужащий Министерства обороны Азербайджанской Республики, рядовой                                                      | род. 18.04.1972       |
| 195   |      | Алиев Аскер Алекпер оглы           | 4.4.1995   | За личный героизм и отвагу, проявленные при защите конституционного государственного устройства Азербайджанской Республики, сохранении её независимости и предотвращении попытки государственного переворота                                                                                               | Военнослужащий Министерства обороны Азербайджанской Республики, курсант                                                      | 08.11.1974—17.03.1995 |
| 196   |      | Мансуров Бахруз Гахраман оглы      | 4.4.1995   | За личный героизм и отвагу, проявленные при защите конституционного государственного устройства Азербайджанской Республики, сохранении её независимости и предотвращении попытки государственного переворота                                                                                               | Военнослужащий Министерства обороны Азербайджанской Республики, курсант                                                      | 13.03.1975—16.03.1995 |
| 197   |      | Алиев Амираслан Рза оглы           | 4.4.1995   | За личный героизм и отвагу, проявленные при защите конституционного государственного устройства Азербайджанской Республики, сохранении её независимости и предотвращении попытки государственного переворота                                                                                               | Сотрудник Министерства национальной безопасности Азербайджанской Республики, старший лейтенант                               | 30.08.1960—17.03.1995 |
| 198   |      | Бабаев Аждар Халыгверди оглы       | 4.4.1995   | За личный героизм и отвагу, проявленные при защите конституционного государственного устройства Азербайджанской Республики, сохранении её независимости и предотвращении попытки государственного переворота                                                                                               | Сотрудник Министерства внутренних дел Азербайджанской Республики, старшина полиции в Акстафинском районном отделении полиции | 26.08.1950—17.03.1995 |
| 199   |      | Чиринков Рамазан Гейбулла оглы     | 26.12.1995 | За личный героизм и отвагу, проявленные при достойном выполнении своего служебного долга по защите государственности Азербайджанской Республики, обеспечению безопасности, обезвреживанию незаконных вооруженных формирований, борьбе с организованной преступностью, бандитизмом и другими преступлениями | Сотрудник Министерства внутренних дел Азербайджанской Республики, старшина полиции                                           | 15.02.1969—03.09.1995 |
| 200   |      | Гулиев Мадат Газанфар оглы         | 26.12.1995 | За личный героизм и отвагу, проявленные при достойном выполнении своего служебного долга по защите государственности Азербайджанской Республики, обеспечению безопасности, обезвреживанию незаконных вооруженных формирований, борьбе с организованной преступностью, бандитизмом и другими преступлениями | Сотрудник Министерства внутренних дел Азербайджанской Республики, начальник отдела по борьбе с организованной преступностью  | род. 27.09.1958       |
| 201   |      | Ибрагимов Нуреддин Ислам оглы      | 26.12.1995 | За личный героизм и отвагу, проявленные при достойном выполнении своего служебного долга по защите государственности Азербайджанской Республики, обеспечению безопасности, обезвреживанию незаконных вооруженных формирований, борьбе с организованной преступностью, бандитизмом и другими преступлениями | Сотрудник Министерства внутренних дел Азербайджанской Республики, майор полиции                                              | 16.03.1951—10.02.1995 |
| 202   |      | Джафаров Фаиг Алигулу оглы         | 27.12.1995 | За личный героизм и отвагу, проявленные при защите конституционного государственного устройства Азербайджанской Республики, сохранении её независимости и предотвращении попытки государственного переворота                                                                                               | Рядовой | 01.05.1974—19.08.1999 |

## 1996 год
Общее число награждённых: 1
| № п/п | Фото | Фамилия, имя, отчество  | Дата указа | Основание присвоения | Род деятельности, должность, звание                     | Даты жизни            |
| ----- | ---- | ----------------------- | ---------- | --- | ------------------------------------------------------- | --------------------- |
| 203   |      | Бабаев Чингиз Адил оглы | 5.11.1996  | За особую отвагу и героизм, проявленные при спасении жертв трагедии в бакинском метро, невзирая на опасность для своей жизни и здоровья | Старший лейтенант Военного училища имени Нахичеванского | 02.10.1964—28.10.1995 |

## 1997 год
Общее число награждённых: 4
| № п/п | Фото | Фамилия, имя, отчество       | Дата указа | Основание присвоения | Род деятельности, должность, звание    | Даты жизни            |
| ----- | ---- | ---------------------------- | ---------- | --- | -------------------------------------- | --------------------- |
| 204   |      | Мамедов Мовсум Шахин оглы    | 25.2.1997  | За мужество и отвагу, проявленные при защите территориальной целостности Азербайджанской Республики, борьбе с армянскими захватчиками, спасении невинного населения во время Ходжалинского геноцида, за честное исполнение долга перед Родиной | Сотрудник Шушинского отделения полиции | род. 06.06.1967       |
| 205   |      | Новрузов Алескер Ханлар оглы | 25.2.1997  | За мужество и отвагу, проявленные при защите территориальной целостности Азербайджанской Республики, борьбе с армянскими захватчиками, спасении невинного населения во время Ходжалинского геноцида, за честное исполнение долга перед Родиной | Боец Ходжалинского отряда самообороны  | 01.08.1949—26.02.1992 |
| 206   |      | Рустамов Физули Салах оглы   | 25.2.1997  | За мужество и отвагу, проявленные при защите территориальной целостности Азербайджанской Республики, борьбе с армянскими захватчиками, спасении невинного населения во время Ходжалинского геноцида, за честное исполнение долга перед Родиной | Боец Ходжалинского отряда самообороны  | 25.12.1965—26.02.1992 |
| 207   |      | Салимов Араз Бахадур оглы    | 25.2.1997  | За мужество и отвагу, проявленные при защите территориальной целостности Азербайджанской Республики, борьбе с армянскими захватчиками, спасении невинного населения во время Ходжалинского геноцида, за честное исполнение долга перед Родиной | Боец Ходжалинского отряда самообороны  | 01.06.1960—26.02.1992 |

## 1999 год
Общее число награждённых: 2
| № п/п | Фото | Фамилия, имя, отчество        | Дата указа | Основание присвоения | Род деятельности, должность, звание | Даты жизни            |
| ----- | ---- | ----------------------------- | ---------- | --- | ----------------------------------- | --------------------- |
| 208   |      | Слесарёв Михаил Александрович | 12.1.1999  | За личный героизм и отвагу, проявленные при предотвращении преступления, произошедшего в Гобустанской тюрьме, обезвреживании террористов, спасении жизни заложников, выполнении задач, возложенных на воинскую часть | Младший лейтенант                   | 08.05.1955—12.04.2014 |
| 209   |      | Рзаев Ровшан Абдулла оглы     | 12.1.1999  | За личный героизм и отвагу, проявленные при предотвращении преступления, произошедшего в Гобустанской тюрьме, обезвреживании террористов, спасении жизни заложников, выполнении задач, возложенных на воинскую часть | Капитан                             | 15.10.1969—08.01.1999 |

## 2009 год
Общее число награждённых: 1
| № п/п | Фото | Фамилия, имя, отчество         | Дата распоряжения | Основание присвоения | Род деятельности, должность, звание                                                    | Даты жизни            |
| ----- | ---- | ------------------------------ | ----------------- | --- | -------------------------------------------------------------------------------------- | --------------------- |
| 210   |      | Искендеров Элтун Халеддин оглы | 25.6.2009         | За героическое спасение жизни своих командиров и сослуживцев ценой собственной жизни при выполнении боевой задачи по охране государственной границы | Солдат Пограничных войск Государственной пограничной службы Азербайджанской Республики | 21.10.1990—18.06.2009 |

## 2010 год
Общее число награждённых: 1
| № п/п | Фото | Фамилия, имя, отчество          | Дата распоряжения | Основание присвоения | Род деятельности, должность, звание | Даты жизни            |
| ----- | ---- | ------------------------------- | ----------------- | --- | ----------------------------------- | --------------------- |
| 211   |      | Ибрагимов Мубариз Агакерим оглы | 22.7.2010         | За исключительные заслуги и проявленную доблесть в защите независимости и территориальной целостности Азербайджанской Республики | Прапорщик                           | 07.02.1988—19.06.2010 |

## 2016 год
Общее число награждённых: 3
| № п/п | Фото | Фамилия, имя, отчество     | Дата распоряжения | Основание присвоения | Род деятельности, должность, звание | Даты жизни            |
| ----- | ---- | -------------------------- | ----------------- | --- | ----------------------------------- | --------------------- |
| 212   |      | Гамидов Шукюр Нариман оглы | 19.4.2016         | За особые заслуги в сохранении территориальной целостности Азербайджанской Республики и личное мужество при выполнении боевой задачи | Полковник-лейтенант                 | 01.04.1975—22.10.2020 |
| 213   |      | Мирзаев Мурад Тельман оглы | 19.4.2016         | За особые заслуги в сохранении территориальной целостности Азербайджанской Республики и личное мужество при выполнении боевой задачи | Полковник-лейтенант                 | 31.03.1976—02.04.2016 |
| 214   |      | Иманов Самид Гюлага оглы   | 19.4.2016         | За особые заслуги в сохранении территориальной целостности Азербайджанской Республики и личное мужество при выполнении боевой задачи | Майор                               | 14.10.1981—04.04.2016 |

## 2017 год
Общее число награждённых: 1
| № п/п | Фото | Фамилия, имя, отчество      | Дата распоряжения | Основание присвоения | Род деятельности, должность, звание | Даты жизни            |
| ----- | ---- | --------------------------- | ----------------- | --- | ----------------------------------- | --------------------- |
| 215   |      | Гурбанов Чингиз Салман оглы | 7.2.2017          | За особые заслуги в защите территориальной целостности Азербайджанской Республики и личное мужество, проявленное при выполнении боевого здания | Рядовой                             | 24.11.1994—29.12.2016 |

## 2020 год
Общее число награждённых: 3
| № п/п | Фото | Фамилия, имя, отчество    | Дата распоряжения | Основание присвоения | Род деятельности, должность, звание                                                 | Даты жизни            |
| ----- | ---- | ------------------------- | ----------------- | --- | ----------------------------------------------------------------------------------- | --------------------- |
| 216   |      | Гашимов Полад Исраил оглы | 9.12.2020         | За особые заслуги в восстановлении территориальной целостности Азербайджанской Республики и за проявленное мужество при выполнении боевых задач | Военнослужащий Вооружённых сил Азербайджанской Республики, генерал-майор            | 02.01.1975—14.07.2020 |
| 217   |      | Мирзаев Ильгар Анзор оглы | 9.12.2020         | За особые заслуги в восстановлении территориальной целостности Азербайджанской Республики и за проявленное мужество при выполнении боевых задач | Военнослужащий Вооружённых сил Азербайджанской Республики, полковник                | 08.05.1973—14.07.2020 |
| 218   |      | Гусейнов Ибад Мовсум оглы | 9.12.2020         | За особые заслуги в восстановлении территориальной целостности Азербайджанской Республики и за проявленное мужество при выполнении боевых задач | Военнослужащий Вооружённых сил Азербайджанской Республики, старший сержант в запасе | род. 18.10.1970       |

## 2024 год
Общее число награждённых: 4
| № п/п | Фото | Фамилия, имя, отчество          | Дата распоряжения | Основание присвоения | Род деятельности, должность, звание                                      | Даты жизни                                    |
| ----- | ---- | ------------------------------- | ----------------- | --- | ------------------------------------------------------------------------ | --------------------------------------------- |
| 219   |      | Гасымов Натиг Салим оглы        | 25.6.2024         | За особые заслуги в защите территориальной целостности Азербайджанской Республики и личную отвагу, проявленную при выполнении боевого задания | [ d ]                                                                    | 02.01.1971—пропал без вести в марте 1992 года |
| 220   |      | Кшнякин Игорь Иванович          | 29.12.2024        | За высокий профессионализм, мужество и самоотверженность, проявленные при исполнении служебных обязанностей и спасении жизней пассажиров во время авиакатастрофы, произошедшей при выполнении рейса Баку—Грозный пассажирского самолёта Embraer 190 ЗАО «Азербайджанские авиалинии» | Командир самолёта Embraer E-190 «Азербайджанских авиалиний»              | 19.5.1962—25.12.2024                          |
| 221   |      | Кальянинов Александр Георгиевич | 29.12.2024        | За высокий профессионализм, мужество и самоотверженность, проявленные при исполнении служебных обязанностей и спасении жизней пассажиров во время авиакатастрофы, произошедшей при выполнении рейса Баку—Грозный пассажирского самолёта Embraer 190 ЗАО «Азербайджанские авиалинии» | Второй пилот самолёта Embraer E-190 «Азербайджанских авиалиний»          | 11.12.1992—25.12.2024                         |
| 222   |      | Алиева Хокума Джалил кызы       | 29.12.2024        | За высокий профессионализм, мужество и самоотверженность, проявленные при исполнении служебных обязанностей и спасении жизней пассажиров во время авиакатастрофы, произошедшей при выполнении рейса Баку—Грозный пассажирского самолёта Embraer 190 ЗАО «Азербайджанские авиалинии» | Старший бортпроводник самолёта Embraer E-190 «Азербайджанских авиалиний» | 8.8.1991—25.12.2024                           |